# San Bartolomeo (Marne)

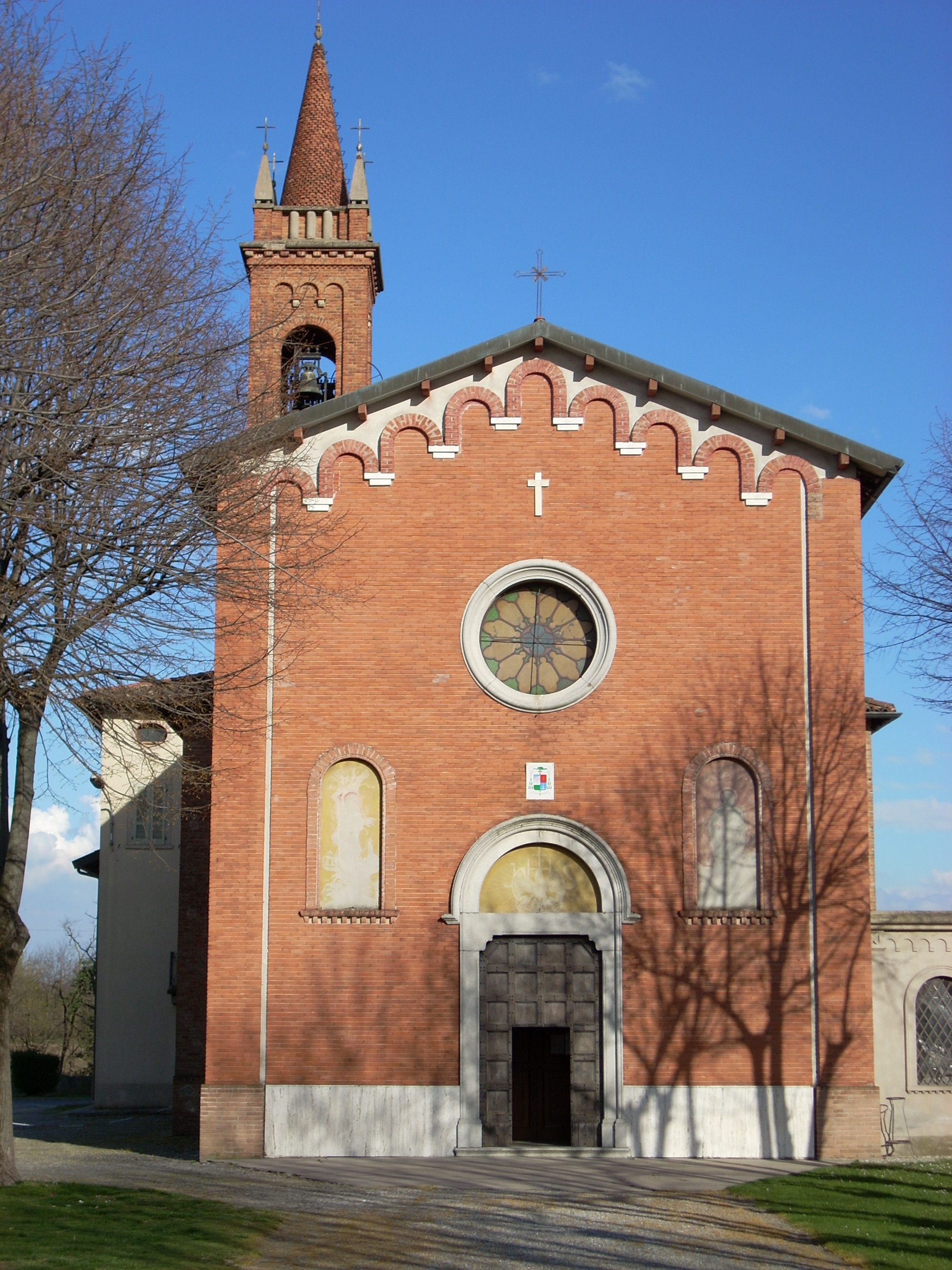
Die Pfarrkirche San Bartolomeo in Marne

San Bartolomeo ist eine denkmalgeschützte katholische Pfarrkirche in Marne in der italienischen Provinz Bergamo.

## Geschichte und Gestaltung
Die Kirche wurde im romanischen Stil in der ersten Hälfte des 12. Jahrhunderts erbaut. Vom ursprünglichen Gebäude ist nur die Apsis erhalten. Die Kirche wurde im 19. und 20. Jahrhundert erneuert und erweitert. Zwischen 1984 und 1988 wurde die Außenfassade der Apsis renoviert.

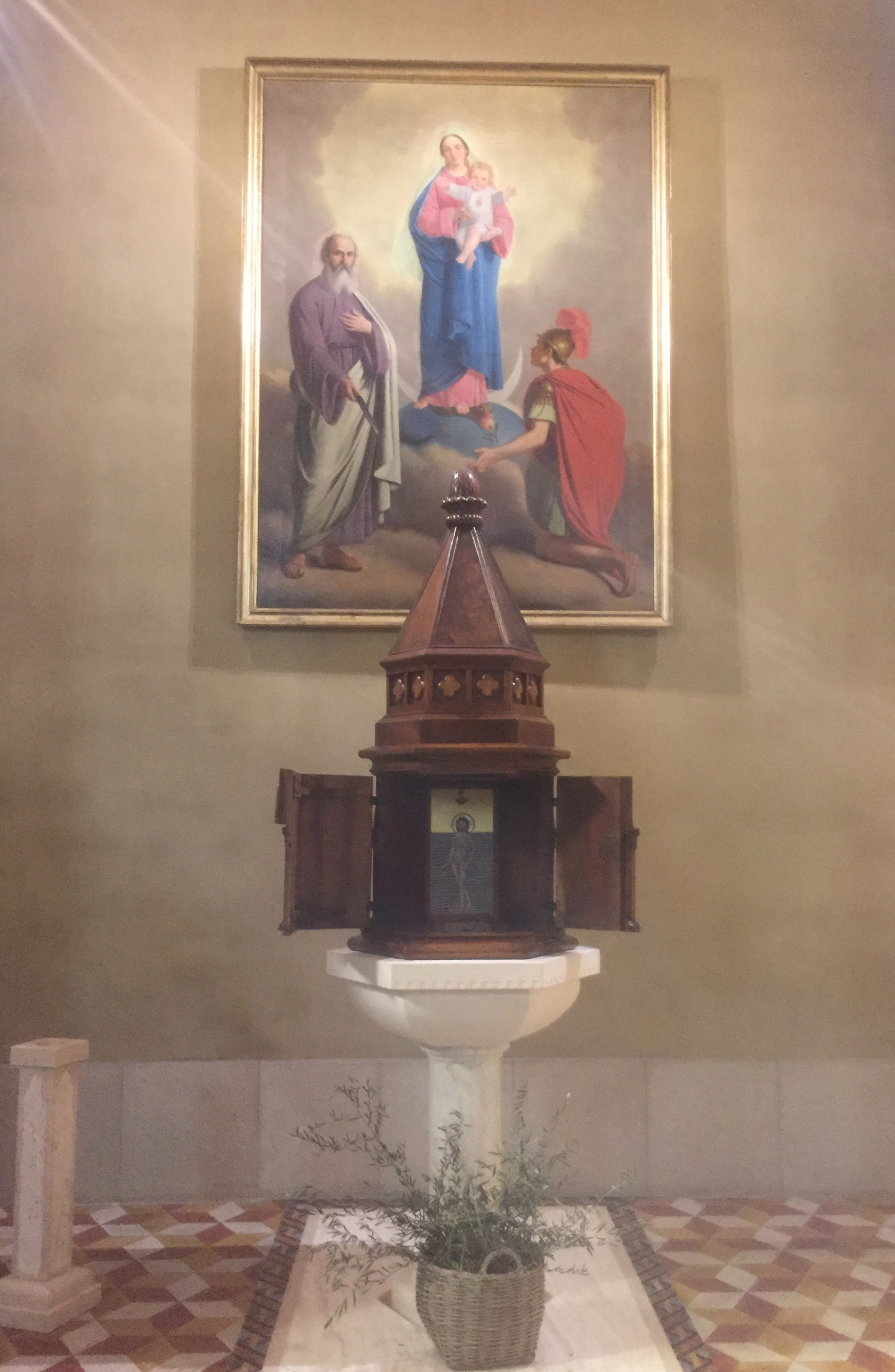
Taufbecken
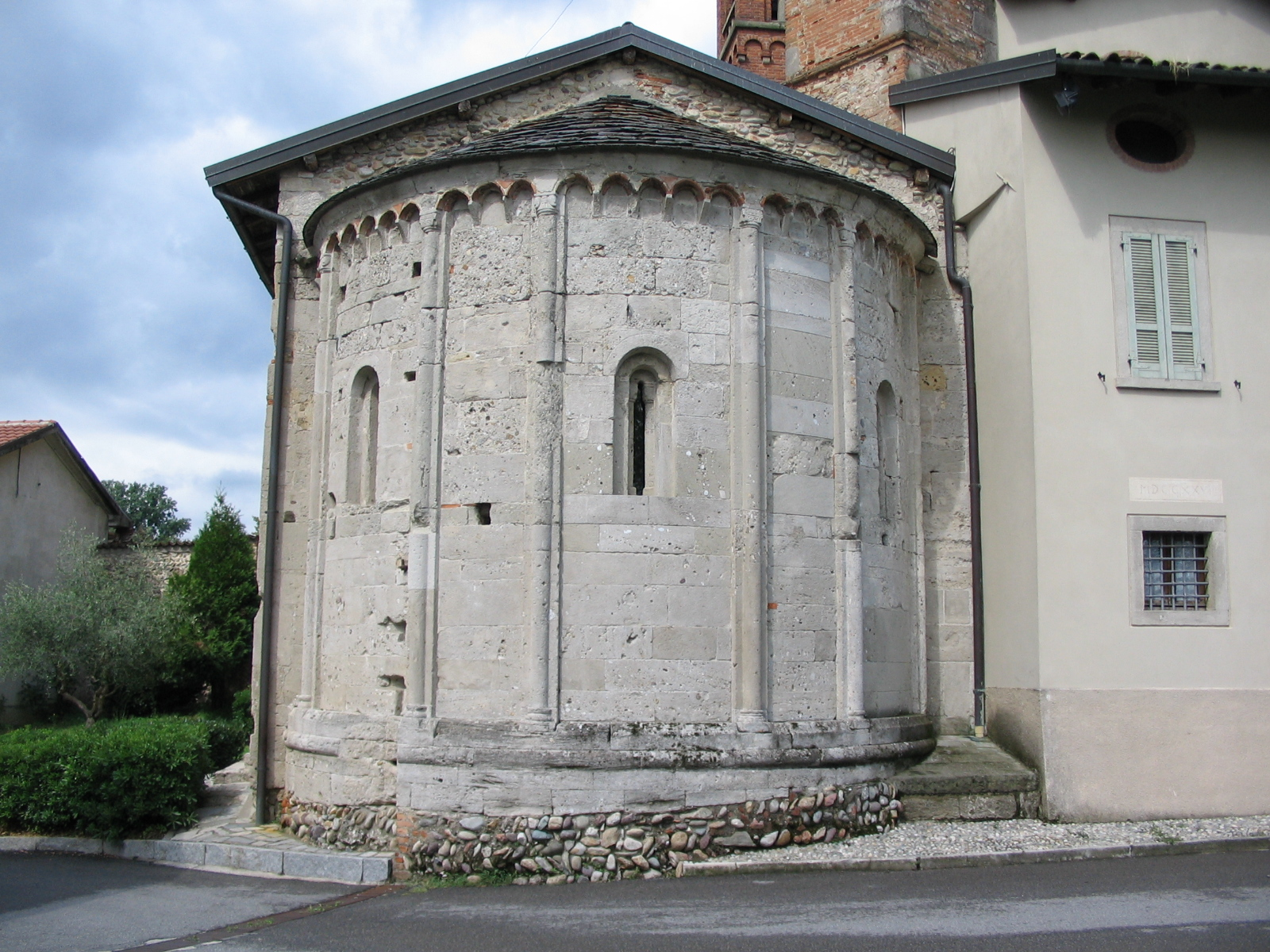
Apsis
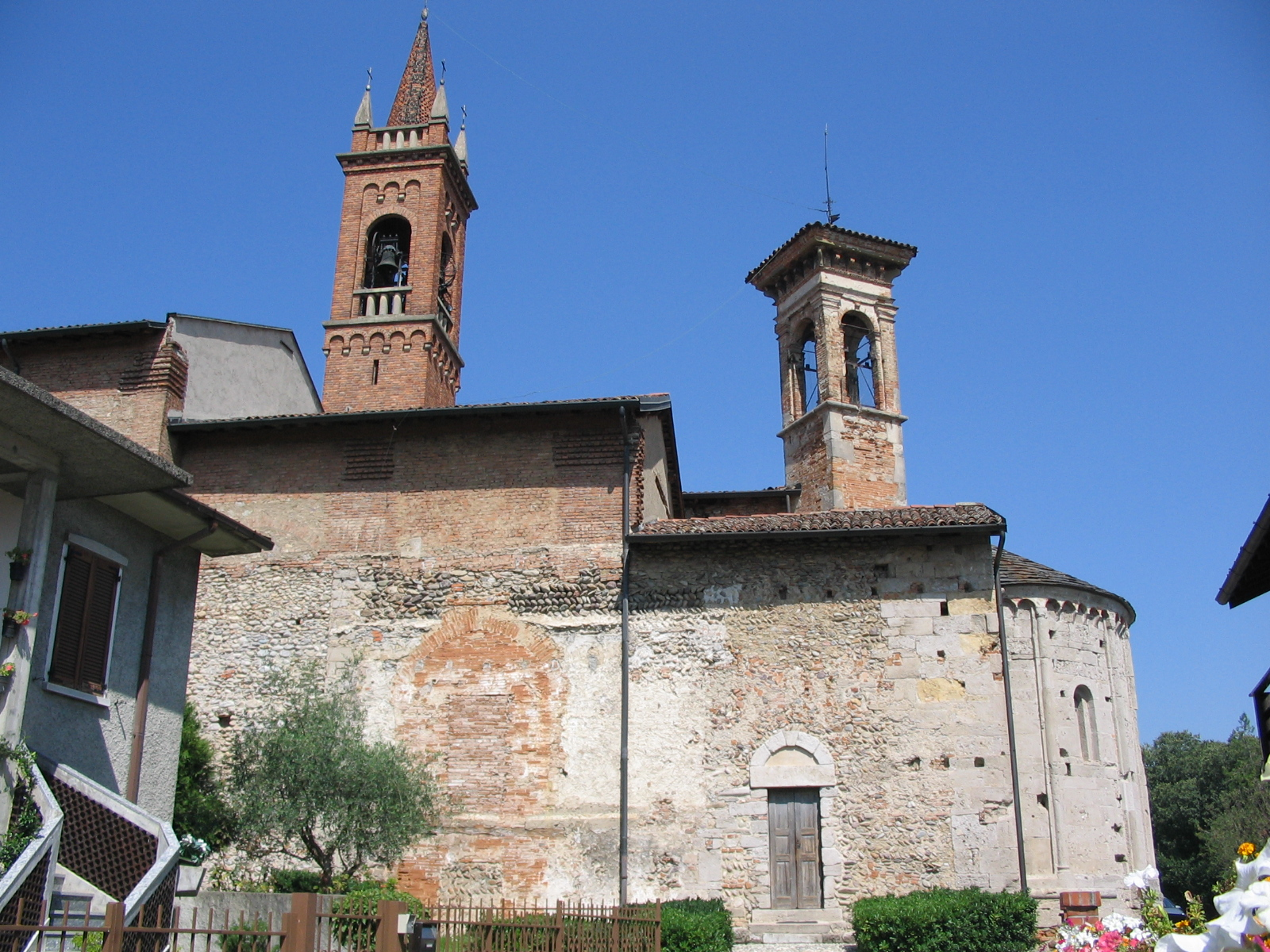
Apsis